# 犀利人夫
《犀利人夫》（英語：Super）是一部2010年美國黑色喜劇電影，由詹姆士·昆恩自編自導，雷恩·威爾森、艾略特·佩吉、麗芙·泰勒、凱文·貝肯和奈森·菲利安主演。講述沒有任何超能力的快餐廚師法蘭克·達波（Frank Darbo，威爾森飾演）化身超級英雄「深紅閃電」（Crimson Bolt），誓言從毒販手中救出愛妻莎拉（Sarah，泰勒飾演）。
昆恩自2002年完成初版劇本後開始尋找投資，但時常碰壁，同時也為了法蘭克的選角傷腦筋。直到接觸了威爾森，昆恩才滿意該人選，並在不久後拉到投資，製作得以順利推進。低成本製作的本片在2009年12月至2010年1月拍攝完成；2010年登上多倫多國際影展舉行全球首映，2011年4月1日美國院線上映，4月13日以VOD發行。美國院線發行時未分級，後來在DVD及藍光發行版則被評為R級。《犀利人夫》在影評界迴響褒貶不一，並以250萬美元的預算取得超過59萬美元票房，成為昆恩票房最低的電影。

## 劇情
快餐廚師法蘭克·達波回憶起失敗人生中僅有的兩個美好回憶：與妻子莎拉結婚，以及指引一名警察抓錢包強盜的事件；法蘭克將這兩件事以蠟筆畫的形式永遠掛在牆上。賈克是極具魅力的脫衣舞俱樂部老闆，讓正在戒毒的莎拉迷上毒品，讓她最後離開了法蘭克。法蘭克陷入抑鬱，某日在公共電視節目看見超級英雄聖潔復仇者（The Holy Avenger），這位英雄在精神世界中告訴法蘭克，上帝之指選中了他，用於某種非凡的目的。法蘭克認為上帝揀選了他成為超級英雄，於是前往當地一家漫畫書店尋求靈感。他聲稱自己正在設計一名新的超級英雄，這得到了店員莉比的熱烈讚賞。法蘭克製作了一套英雄裝，扮演起超級英雄「深紅閃電」（Crimson Bolt）的化身。
法蘭克開始帶著一支管扳鉗打擊犯罪，從毒販、猥褻兒童再到插隊看電影的人，一一野蠻毆打這些違反社會秩序的人。深紅閃電很快成為媒體目光。最初，媒體將他視為暴力精神病患者，但在許多受害者的犯罪背景曝光後，深紅閃電贏得大眾的掌聲。法蘭克試圖在賈克家營救莎拉，但賈克的手下們認出了喬裝下的法蘭克，導致法蘭克在逃脫過程中腿部中彈。
受傷的法蘭克向莉比求助，莉比得知他的身份後說服對方讓她成為深紅閃電的「小跟班」，將自己取名「閃電女」（Boltie）並秀出自行設計的一套服裝。但莉比比法蘭克更加瘋狂，利用她的超級英雄偽裝即將殺死了可能破壞朋友汽車的男子傑瑞。這讓法蘭克決定趕走她，但當莉比在加油站從一些賈克的手下手中救出他時，才回心轉意。莉比很快就迷上了法蘭克，但法蘭克堅稱自己已婚而回絕她。夜裡，莉比認為當他們處於英雄身份時會有所不同，而在兩人穿著戲服時強奸了法蘭克；事後莉比辯稱自己患有睡眠性交症。法蘭克跑到浴室嘔吐，卻將嘔吐物看成莎拉的臉孔，決定是時候從賈克手中救出她。
法蘭克和莉比帶著槍、管炸彈和防彈背心潛入賈克的農場，殺死了他們遇到的前幾名守衛。然而，他們倆都被中槍倒地。法蘭克胸部中彈而被防彈背心保護，但莉比頭部中彈身亡。搭檔之死令法蘭克勃然大怒，屠殺了賈克的所有手下。法蘭克在面對賈克時被對方偷襲開槍倒地，但法蘭克最後仍佔了上風，在驚恐的莎拉面前用刀刺死了賈克。
法蘭克帶莎拉回家，然而，她又一次離開了法蘭克。法蘭克推斷，她出於一種救了自己一命的「義務感」而在自己身旁待了幾個月。這一次，莎拉克服了自己的毒癮，並利用自己的經驗幫助其他有類似問題的人，最後再婚並有四個孩子。法蘭克現在帶著一隻寵物兔子，看著充滿快樂回憶的牆壁，同時堅信莎拉的孩子會讓世界變得更美好。牆上掛滿了他與莉比一起度過的經歷以及莎拉的孩子們的畫作，莎拉的孩子們稱呼他為「法蘭克叔叔」。法蘭克看著莉比的圖畫，一滴淚水順著臉頰流了下來。

## 演員
- 雷恩·威爾森飾演法蘭克·達波／深紅閃電（Frank Darbo / Crimson Bolt）[1]
  - 葛蘭·古德曼（Grant Goodman）飾演年幼的法蘭克·達波[8]
- 艾略特·佩吉[a]飾演莉比／閃電女（Libby / Boltie）[1]
- 麗芙·泰勒飾演莎拉·赫爾格蘭（Sarah Helgeland）[1]
- 凱文·貝肯飾演賈克（Jacques）[1]
- 奈森·菲利安飾演聖潔復仇者（The Holy Avenger）[1]
- 麥可·魯克飾演亞伯（Abe）[8]
- 格雷格·亨利（英语：Gregg Henry）飾演約翰·費爾克納偵探（Detective John Felkner）[8]
- 安德雷·若耶（英语：Andre Royo）飾演漢密爾頓（Hamilton）[8]
- 西恩·昆恩飾演陶比（Toby）[8]
- 史蒂芬·布萊哈特（英语：Stephen Blackehart）飾演奎爾（Quill）[8]
- 琳达·卡德里尼飾演瑪麗（Maria）[8]
- 克雷格·殷格朗（Greg Ingram）飾演長髮兜帽男[9]
- 威廉·凱特（英语：William Katt）飾演費茲吉本中士（Sgt. Fitzgibbon）[10]
- 羅伯·殭屍飾演上帝（配音）[10]
- 唐·麥克（Don Mac）飾演瑞吉先生（Mr. Range）[8]
- 扎克·基爾福德飾演傑瑞（Jerry）[11]
- 史提夫·阿吉（英语：Steve Agee）飾演漫畫書店員工[8]
- 莫莉·密里根（英语：Mollie Milligan）飾演珍妮佛·赫爾格蘭（Jennifer Helgeland）[12]
- 詹姆士·昆恩飾演迪莫斯威（Demonswill）[8]
- 米凱拉·胡佛飾演霍莉（Holly）[10]
- 勞埃德·考夫曼飾演打911的人[10]

## 製作
編導詹姆士·昆恩從2002年就開始編寫《犀利人夫》劇本，身為漫畫和超級英雄迷的他有意將英雄文化帶入現實生活。他不記得「深紅閃電」（Crimson Bolt）一名從何而來，僅是寫作時想到的第一個名字。至於讓英雄選擇使用管扳鉗當武器，昆恩則表示：「管扳鉗只是我不會想被擊中的東西。」《犀利人夫》同時描述了寫實的黑暗、糟糕，但仍不乏樂觀的面向。昆恩自詡「悲觀主義者大腦中的樂觀主義者」在大量醜陋事物中找到美即是推動他創作的動力；他相信人信本善，並補充：「但我和其他多數人一樣是一具受損的靈魂。」對昆恩而言，電影、文學和漫畫書是最有益的語言，「我想有很多這樣的人，但為了找到美，真心需要通往比大多數人更黑暗的渠道。」
特羅馬娛樂出身的昆恩將特羅馬招牌的剝削元素（如極端暴力、色情和假肢）帶進《犀利人夫》，從劇本階段就持續存在，同時也將在特羅馬的工作經驗運用至本片的製作中。在片中，主角法蘭克·達波（Frank Darbo）發生異象，被觸手纏繞，讓上帝的手指觸摸了大腦，這部分來自昆恩從小就有的意象經歷，唯一不同的是少了觸手。昆恩指出許多宗教領袖都有這些類似的精神覺醒，但不確定是否是大腦出現了問題。

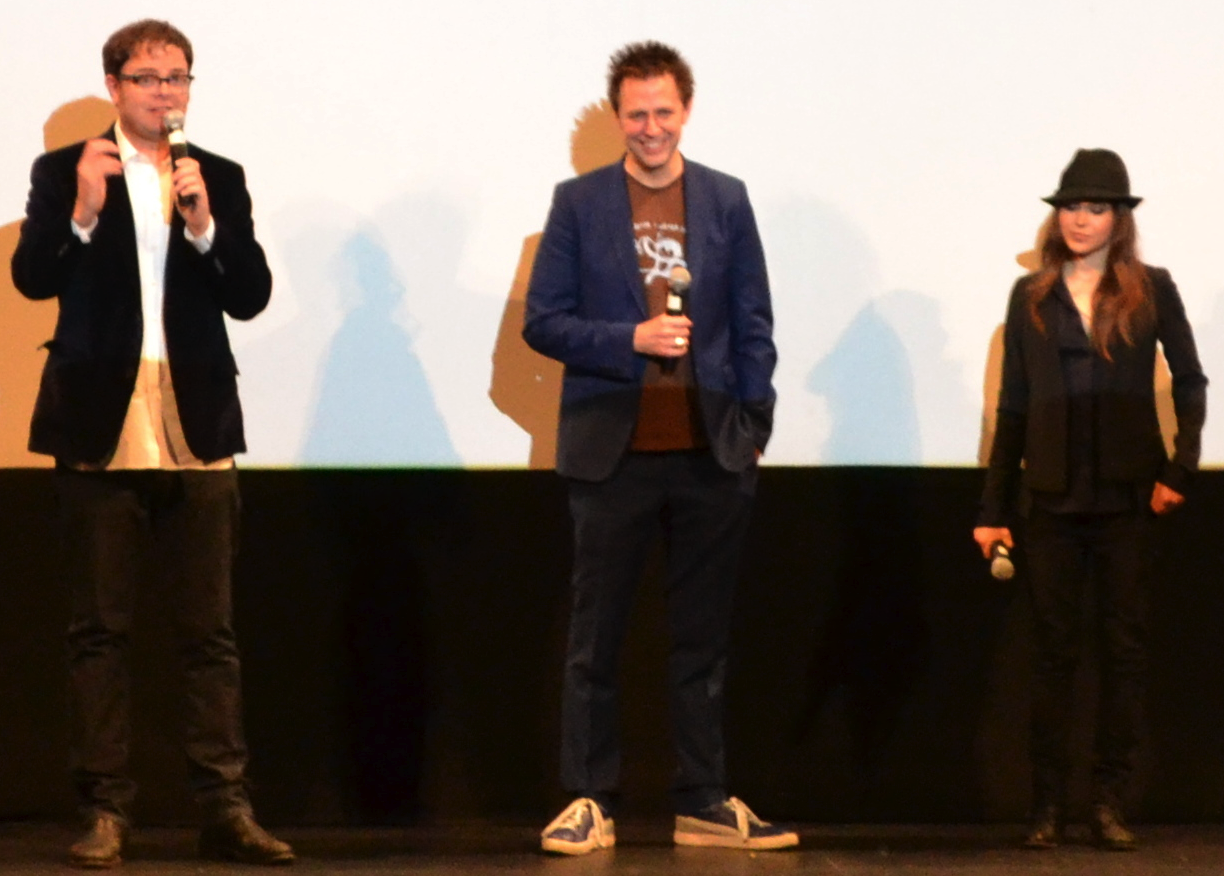
雷恩·威爾森（左）、詹姆士·昆恩（中）和艾略特·佩吉（右）出席SXSW影展

電影的開發過程艱難，製片方認為內容過於暴力、深奧。同一時期，昆恩還打算將編寫的《撕裂人》（2006年）劇本賣掉，以籌得一筆小錢來拍《犀利人夫》；但在《撕裂人》得到製片人保羅·布魯克斯批准製作後，對方希望昆恩來執導，因此讓《犀利人夫》擱置了一段時間。昆恩也曾在2005年獲得《黑暗騎士》（2008年）製片人查爾斯·羅文的支持。昆恩在選角法蘭克方面也碰上困難，雖然有許多演員願意扮演該角，但約翰·C·萊利是昆恩的首選，但萊利被製片方認定無法撐起賣相的大明星。昆恩需要有演技、能演喜劇、看起來夠蠢的人來演法蘭克，但四處碰壁。直到《撕裂人》完成後，昆恩的前妻兼好友珍娜·費雪致電鼓勵他完成《犀利人夫》，同時推薦了與她在《我們的辦公室》同戲的雷恩·威爾森來演法蘭克。昆恩已認識威爾森五年，加上費雪的鼓勵，驚覺天時地利人和的昆恩決定全力投入製作本片。威爾森閱讀了劇本並決定接演，然後將劇本寄給了曾在《鴻孕當頭》（2007年）合作過的艾略特·佩吉，後者立即接受了莉比（Libby）一角。其他包括凱文·貝肯、奈森·菲利安、琳达·卡德里尼在內的全體演員在2009年12月至2010年初對外公開。昆恩認為自己的性格與威爾森相似，既極端自由，又相信人性本善與愛，而非政治意義上的保守。法蘭克·達波的故事也可謂昆恩和威爾森的故事，如同《計程車司機》（1976年）就是馬丁·史柯西斯、保羅·許瑞德和勞勃·狄尼洛的自傳故事。威爾森加入後，先前參與本片的製片人仍未有動靜而是改忙於其他項目。直到昆恩和威爾森開始籌資、改寫劇本，並表示「我們想用幾百萬美元製作本片」。威爾森將此訊息發表於推特，直到泰德·霍普找上他們並對劇本予以肯定。霍普幫忙籌資，其他演員陸續加入，令製作進度飛快、順利。之後另一位製片人米蘭達·貝利（Miranda Bailey）加入製作並提供資金。
威爾森為了法蘭克一角投入許久，明白該角是個脆弱的人，對威爾森來說，真正把弱點暴露出來至關重要。佩吉以往常被要求扮演「超乎年齡聰明」的角色，但22歲的莉比卻和11歲的小孩般幼稚，搞砸一切、有話直說，這吸引佩吉簽約。昆恩的朋友、作品常客菲利安和麥可·魯克亦參與演出，其中菲利安出主意在片中戴上了「耶穌般」的長假髮，此外他的英雄戲服比其他戲服昂貴。昆恩表示，讓演員們全力投入製作是很棒的經歷，所有人都是為了劇本而簽約，即使「幾乎沒收什麼錢」，如參演的麗芙·泰勒只得到約七千美元左右的報酬。
《犀利人夫》以低預算製作，2009年12月9日至2010年1月24日在路易斯安那州什里夫波特取景拍攝。史蒂夫·葛納擔任攝影指導；昆恩稱與葛納的合作為完美，能真正理解導演所求。葛納在《霸凌》（2001年）中展現了骯髒的手持掌鏡風格，符合昆恩所需。此外，劇組每天都得將攝影機架設44至55次，據昆恩所述，「沒有人能像史蒂夫一樣，在維持高品質的狀態下快速拍好一部電影。」

## 音樂
泰勒·貝茲負責電影配樂的作曲。原聲帶中還採用了現成的熱門歌曲，包括艾瑞·卡門的〈太傷人了〉以及廉價把戲的〈汝慾吾愛〉。片中所有的歌曲都在電影開拍前定案。〈汝慾吾愛〉這般知名歌曲的版權費相當昂貴（至少五萬美元），超出《犀利人夫》整部配樂的預算。身為廉價把戲粉絲的昆恩認為這首歌對電影而言意義重大，便寫了一封信給該樂團，希望能自由地取用；之後昆恩在聖地牙哥國際漫畫展上與麗芙·泰勒公開懇求，引起媒體關注。直到泰勒發現父親的史密斯飛船樂團在加州與廉價把戲合作演出，她便將一支帶有〈汝慾吾愛〉的片段交給後台的人，讓他們答應以一千美元左右讓昆恩採用歌曲。
原聲帶於2011年3月29日由湖岸唱片公司採CD和數位發行。
| 曲目列表 | 曲目列表               | 曲目列表     | 曲目列表 |
| 曲序     | 曲目                   | 演唱者       | 时长     |
| -------- | ---------------------- | ------------ | -------- |
| 1.       | 召喚所有毀滅者（Calling All Destroyers）     | 沙皇樂團     | 3:22     |
| 2.       | 兩個完美時刻（Two Perfect Moments）       |              | 2:07     |
| 3.       | 太傷人了               | 艾瑞·卡門    | 4:16     |
| 4.       | 我願意（I Do）             | 低質娃娃（Lo-Def Dollz） | 3:07     |
| 5.       | 禱告（）               |              | 1:29     |
| 6.       | 汝慾吾愛               | 廉價把戲     | 3:36     |
| 7.       | 上帝知道我的名字11（God Knows My Name '11） | 錢哥         | 2:03     |
| 8.       | 上帝之指（Finger Of God）           |              | 2:25     |
| 9.       | 聖潔復仇者的忠告（Holy Avenger's Advice）   |              | 0:44     |
| 10.      | 沒有人知道你了（Nobody Knows You Anymore）     | 泰拉·娜歐蜜  | 4:07     |
| 11.      | 這是啥（What It Was）             | Aceyalone    | 2:33     |
| 12.      | 第二次祈禱（The Second Prayer）         |              | 0:46     |
| 13.      | 生在不祥之兆（Born Under a Bad Sign）       | 錢哥         | 3:50     |
| 14.      | 由你的身體作主（Let Your Body Decide）     | 方舟樂團     | 3:16     |
| 15.      | 莉比陣亡（Libby Goes Down）           |              | 5:08     |
| 16.      | 後果和解決方案（Aftermath And Resolution）     |              | 3:45     |
| 17.      | 有時好人不穿白色（Sometimes Good Guys Don't Wear White）   | The Nomads   | 2:33     |
| 总时长： | 总时长：               | 总时长：     | 49:07    |

## 發行
《犀利人夫》在2010年9月12日登上多倫多國際影展的「午夜瘋狂低預算電影」單元舉行全球首映，吸引大批觀眾觀賞。IFC影業以高達七位數的價格買下美國發行權，勝過競爭對手木蘭影業。2011年4月1日美國院線上映，後於4月13日以VOD發行。2011年8月9日發行DVD及藍光。相比美國院線發行時未分級，DVD及藍光發行版則被評為R級。

## 迴響

### 評價

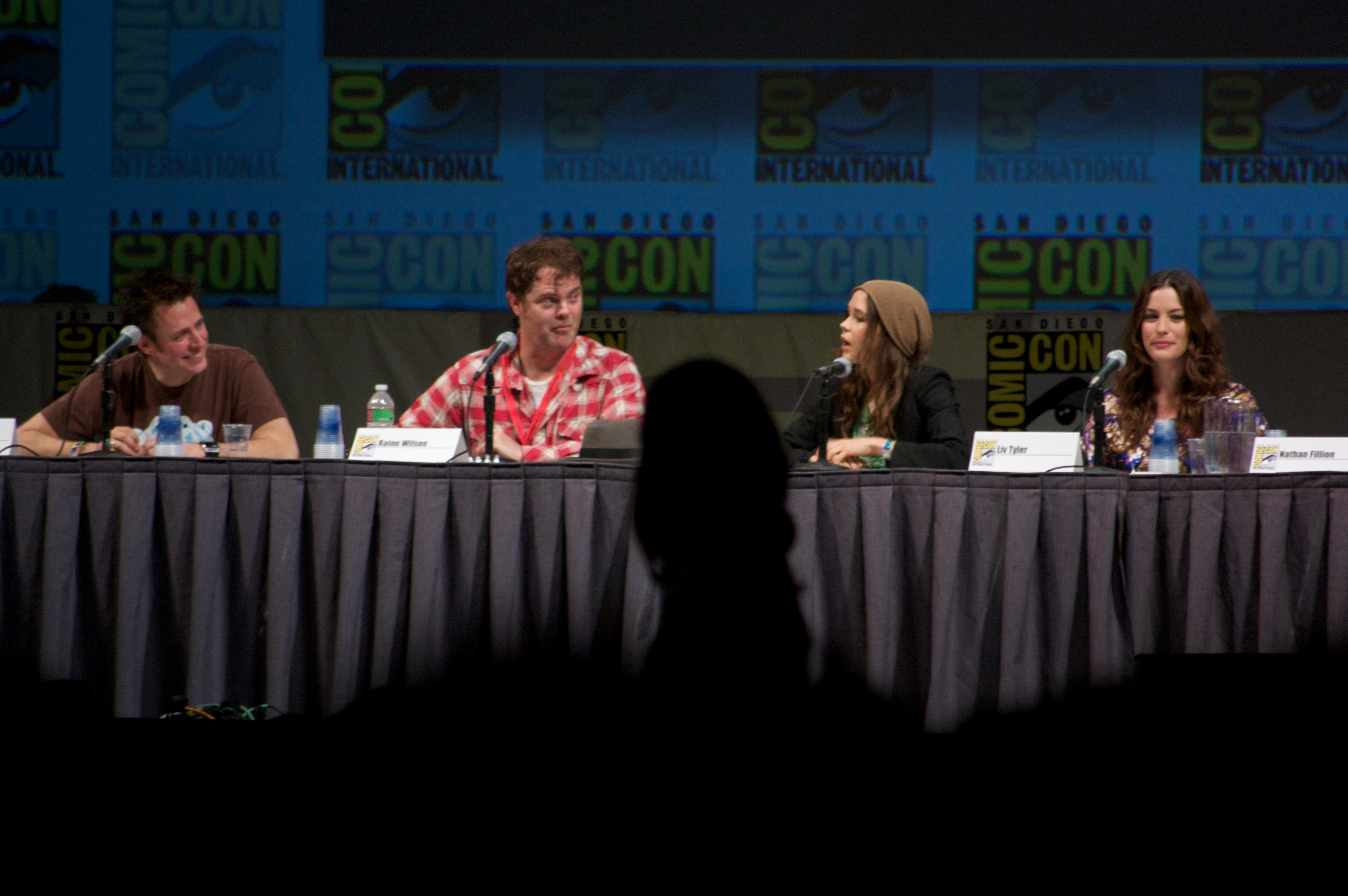
導演及主演陣容出席2010年聖地牙哥國際漫畫展

《犀利人夫》在影評界迴響褒貶不一，但在觀眾間的口碑則較佳。評論匯總網站爛番茄根據124條評論，本片獲得49%的新鮮度，均分5.70／10；共識評論：「《犀利人夫》引人入勝的預述及才華橫溢的卡司被滿是暴力場面、令人不快的調性轉變以及塑造淺薄角色的血色汪洋中淹沒了。」在Metacritic網站上根據27條評論，獲得50分，屬「兩極分化的評價」。
《娱乐周刊》的歐文·葛雷伯曼將《犀利人夫》評為「B」，在評論中寫道：「詹姆士·昆恩編導的本片具有某種異想天開的黑色漫畫潛力，笑話過多但笑點精明：法蘭克的『聖戰』不過是極客的瘋癲報復，但威爾森深入了解角色的痛楚，莫名令人產生同情。然而，關於雖然沒有超能力但仍扮成變裝超級英雄的蠢貨小品，若在《特攻聯盟》前問世可能更加新潮。」《帝國雜誌》的菲力普·威爾丁（Philip Wilding）將本片從滿分5星中給予4星，稱讚：「普通人精彩轉變成犯罪鬥士的類型片，暴力人性兼具的有趣。」Film4的凱瑟琳·布雷（Catherine Bray）從滿分4星中給予本片3星好評，指出：「本片讓人們在喝了幾杯酒後發笑，宛如有人將一份最早的初稿構想搬上大銀幕，這類型電影的存在並非錯誤，也能拍得很精彩。」最後總結：「總體而言仍是場帶有些許誤判、骯髒老派的大失算，但仍存在非常有趣的想法加上令人敬畏的奇特亮點。」
多數影評人認為電影在黑色幽默及嚴肅劇情的拿捏失衡。《Time Out》的崔佛·強斯頓（Trevor Johnston）認為雖然片中主角對正義的追求足以使人同情，但為了卡通般的趣味而製造的血腥令人反胃。《獨立報》的安東尼·奎恩（Anthony Quinn）批評昆恩在電影最後失去了對語氣的掌控，從而毀了原本殘暴結尾該有的樂趣。《衛報》的頭號影評人彼得·布萊德蕭從滿分5星中將本片評為2星，認為以黑色喜劇而言時而良好，也時而過火。《聖安東尼奧時報》的基科·馬丁尼茲（Kiko Martinez）批評：「太多小笑話前後矛盾，難以搞懂導演詹姆士·昆恩是否真的在搞笑。」
加拿大奇幻國際電影展以「完美捕捉了我們當前的時代精神，加上對美國頂層主流精心反思的電影」為由授予昆恩贏得AQCC獎，另一位並列的得獎者為紀錄片《超級英雄》（Superheroes）的麥可·柏奈特（Michael Burnett）。

### 票房
《犀利人夫》在美國首映週末從11家影院中賺取了4.6萬美元，平均每家影院4232美元，表現被外界分析師視為「令人失望的開場」。院線票房總計僅59萬美元。相較之下，本片在VOD上表現更佳，得以成為IFC影業當時最成功的VOD電影。截至2011年，電影DVD和藍光銷售額超過150萬美元。
雷恩·威爾森受訪時表達對票房失利的看法，認為高風險的內容形式而決定有限上映對電影不利：「本片是喜劇也是動作、劇情甚至是真正的大雜燴類型片、邪典電影，大家不習慣一次消化掉這些元素；因為沒人能搞懂，不知道下一幕是哭戲還是耍寶，或者來段動畫、動作戲。他們較習慣：哦，有喜劇有動作但更貼近漫畫模式的《復仇者聯盟》。大家很明白自己身處的圈子，但圈內龍蛇混雜，早已失衡。」

### 與《特攻聯盟》相似
自從《犀利人夫》在多倫多國際影展放映後，外界時常將本片與題材相似的馬修·范恩電影《特攻聯盟》（2010年4月16日美國上映）做比較，兩者皆於2010年推出且時間接近。《犀利人夫》為此受到影響，導致口碑及票房失利，外界指稱本片抄襲了《特攻聯盟》，令昆恩大嘆：「坦白講，我感到被誤解了。」他回應抄襲指控：「其中一點是拍得很糟，另一點誰在乎呢？有四千部銀行搶劫電影在世，我們當然也能有五部無超能力的超級英雄電影，但比較讓我失望的是那些將《特攻聯盟》裝得像是首部無超能力超級英雄電影的人，約翰·瑞特電影《糊涂英雄傻超人》明顯才是那個典範。」
《特攻聯盟》的原作者馬克·米勒受訪時表示：「我們的電影講述了一個人追求著自己的精神出路，但這是以人為主而非英雄裝，套裝只是恰好在此期間穿著。我對《犀利人夫》非常警惕，心想『這太糟糕了！《特攻聯盟》正在被拍成電影，我們是否該無關緊要？』但故事成品截然不同。」實際上兩部電影是在不約而同的情況下各自同時製作，昆恩和米勒是電子郵件好友，兩人也共同得知對方在創作關於無超能力英雄的作品。米勒後來為被指控抄襲的《犀利人夫》辯護：「大家對我說，『我的天哪，在一年後上映的《犀利人夫》在抄襲《特攻聯盟》』，但當我在創作《特攻聯盟》時，詹姆士也在做同樣的事。」

## 後續影響及相關作品
《犀利人夫》的失敗令昆恩一時之間質疑自己在好萊塢的地位；「我他媽的不知道我要做什麼，」「我一直深信會成為一名大導演，也是心之所向，然後突然間一切都面目全非。」他的低迷直到開始接觸漫威影業，成功得到下一部超級英雄電影《星際異攻隊》（2014年）的執導機會才有所改變，昆恩也就此成名。
在昆恩監製的2019年超級英雄恐怖片《靈異乍現》中，雷恩·威爾森以靜態圖像客串演出深紅閃電；在電影片尾，一則新聞報導幾名超級英雄被攝影機捕捉到的畫面，深紅閃電便是其一。此外，片中的「達波的家庭燒烤」（Darbo's Family Grill）餐廳象徵達波在《犀利人夫》的故事結束後從兼職廚師升格成一家餐飲業老闆，並創立了自己的連鎖餐廳。

## 備註
1. 1 2 3 4  當時掛名為艾倫·佩姬[1]。
2. ↑  改編自現實的基督教超級英雄節目《聖經俠》[7]。

## 外部連結
- 互联网电影数据库（IMDb）上《犀利人夫》的资料（英文）
- AllMovie上《犀利人夫》的资料（英文）
- Box Office Mojo上《犀利人夫》的資料（英文）
- 爛番茄上《犀利人夫》的資料（英文）